# Datastorm
Datastorm is een videospel voor de Commodore Amiga. Het spel werd uitgebracht in 1989. 

## Ontvangst
| Beoordeeld door | Datum          | Score |
| --------------- | -------------- | ----- |
| Power Play      | september 1989 | 71%   |